# NS 7100
De serie NS 7100 was een serie tenderlocomotieven van de Nederlandse Spoorwegen (NS) en diens voorgangers Maatschappij tot Exploitatie van Staatsspoorwegen (SS), Hollandsche IJzeren Spoorweg-Maatschappij (HSM) en Noord-Friesche Locaalspoorweg-Maatschappij (NFLS).

## Serie NFLS 1-10 / HSM 1051-1061 / NS 7101-7110
Aan het begin van de twintigste eeuw bestelde de NFLS een tiental tenderlocomotieven voor het rijden van lokaaltreinen op de lijnen
Leeuwarden - Stiens - Metslawier, Stiens - Harlingen, en Tzummarum - Franeker Halte bij de fabriek Hohenzollern te Düsseldorf-Grafenberg. Het waren tenderlocomotieven met twee aangedreven assen en voor en achter een loopas, welke als Adams-as was uitgevoerd. De achterste loopas werd later vervangen voor een vaste as.
De eerste zes locomotieven werden in 1901 in dienst gesteld, gevolgd door de overige vier in 1902.
Per 1 december 1905 werd de exploitatie van deze lijnen door de HSM overgenomen, waarbij ook het materieel werd overgenomen. De HSM nummerde de tien locomotieven in 1051-1060.
Bij de samenvoeging van het materieelpark van de HSM en de SS in 1921 kregen de locomotieven van deze serie de NS-nummers 7101-7110. De 7110 werd in 1925 buiten dienst gesteld, gevolgd door de 7107 in 1939.
Aan het eind van de Tweede Wereldoorlog werden de 7104, 7105 en 7108 naar Duitsland weggevoerd, waarvan na terugkeer alleen de 7108 na herstel weer in dienst werd gesteld. Van de in Nederland gebleven locomotieven werden de 7102 en 7109 niet meer hersteld van oorlogsschade. Van de locomotieven die na de oorlog wel weer in dienst kwamen eindigde de inzet in 1949. Er is geen exemplaar bewaard gebleven.

## Serie SS 531-545 / NS 7111-7125
Enkele jaren na de levering van de bovengenoemde tien tenderlocomotieven bestelde de SS een vijftiental soortgelijke locomotieven bij dezelfde fabriek. De eerste zeven werden in 1907 als SS 531-537 in dienst gesteld. De SS 538-545 volgden in 1908. De SS gebruikte deze locomotieven voor lichte personentreinen op lokaalspoorlijnen.
Bij de samenvoeging van het materieelpark van de HSM en de SS in 1921 kregen deze locomotieven aansluitend op de tien HSM locomotieven de NS-nummers 7111-7125.
De 7114 werd in 1925 buiten dienst gesteld, gevolg door de 7116 in 1936.
Bij de inval van de Tweede Wereldoorlog werd de 7124 bij Leeuwarden in de Potmarge gereden om het oprukken van de Duitse troepen tegen te houden. Na de berging werd de locomotief niet meer hersteld. Aan het eind van de oorlog werden de 7117, 7118, 7120, 7122 en 7123 naar Duitsland weggevoerd. De eerste vier keerden na de oorlog beschadigd terug, maar werden niet meer hersteld. De 7123 keerde niet terug en werd in 1951 in Hagenow gesloopt. Van de in Nederland achtergebleven locomotieven werden de 7113 en 7119 niet meer van oorlogsschade hersteld. 
De overige locomotieven werden in 1947 en 1948 buiten dienst gesteld. Er is geen exemplaar bewaard gebleven.
| Fabrieksnummer | In dienst | NFLS nummer | HSM nummer | SS nummer | NS nummer | Uit dienst | Bijzonderheden                                                                                                   |
| -------------- | --------- | ----------- | ---------- | --------- | --------- | ---------- | --- |
| 1376           | 1901      | 1           | 1051       |           | 7101      | 1949       | |
| 1377           | 1901      | 2           | 1052       |           | 7102      | 1947       | Afgevoerd wegens oorlogsschade.                                                                                  |
| 1378           | 1901      | 3           | 1053       |           | 7103      | 1949       | |
| 1379           | 1901      | 4           | 1054       |           | 7104      | 1947       | Weggevoerd naar Duitsland, na terugkeer afgevoerd wegens oorlogsschade.                                          |
| 1380           | 1901      | 5           | 1055       |           | 7105      | 1947       | Weggevoerd naar Duitsland, na terugkeer afgevoerd wegens oorlogsschade.                                          |
| 1381           | 1901      | 6           | 1056       |           | 7106      | 1949       | |
| 1533           | 1902      | 7           | 1057       |           | 7107      | 1939       | |
| 1534           | 1902      | 8           | 1058       |           | 7108      | 1949       | Weggevoerd naar Duitsland, na terugkeer hersteld van oorlogsschade.                                              |
| 1539           | 1902      | 9           | 1059       |           | 7109      | 1947       | Afgevoerd wegens oorlogsschade.                                                                                  |
| 1540           | 1902      | 10          | 1060       |           | 7110      | 1925       | |
| 2139           | 1907      |             |            | 531       | 7111      | 1947       | |
| 2140           | 1907      |             |            | 532       | 7112      | 1947       | |
| 2141           | 1907      |             |            | 533       | 7113      | 1945       | Afgevoerd wegens oorlogsschade.                                                                                  |
| 2142           | 1907      |             |            | 534       | 7114      | 1925       | |
| 2143           | 1907      |             |            | 535       | 7115      | 1948       | |
| 2144           | 1907      |             |            | 536       | 7116      | 1936       | |
| 2145           | 1907      |             |            | 537       | 7117      | 1947       | Weggevoerd naar Duitsland, na terugkeer afgevoerd wegens oorlogsschade.                                          |
| 2120           | 1908      |             |            | 538       | 7118      | 1947       | Weggevoerd naar Duitsland, na terugkeer afgevoerd wegens oorlogsschade.                                          |
| 2121           | 1908      |             |            | 539       | 7119      | 1945       | Afgevoerd wegens oorlogsschade.                                                                                  |
| 2122           | 1908      |             |            | 540       | 7120      | 1947       | Weggevoerd naar Duitsland, na terugkeer afgevoerd wegens oorlogsschade.                                          |
| 2123           | 1908      |             |            | 541       | 7121      | 1947       | |
| 2124           | 1908      |             |            | 542       | 7122      | 1947       | Weggevoerd naar Duitsland, na terugkeer afgevoerd wegens oorlogsschade.                                          |
| 2125           | 1908      |             |            | 543       | 7123      | 1948       | Weggevoerd naar Duitsland. In 1951 gesloopt in Hagenow.                                                          |
| 2126           | 1908      |             |            | 544       | 7124      | 1940       | Op 10 mei 1940 in Leeuwarden in de Potmarge gereden om het spoor te blokkeren voor de oprukkende Duitse troepen. |
| 2127           | 1908      |             |            | 545       | 7125      | 1948       | |

## Foto's

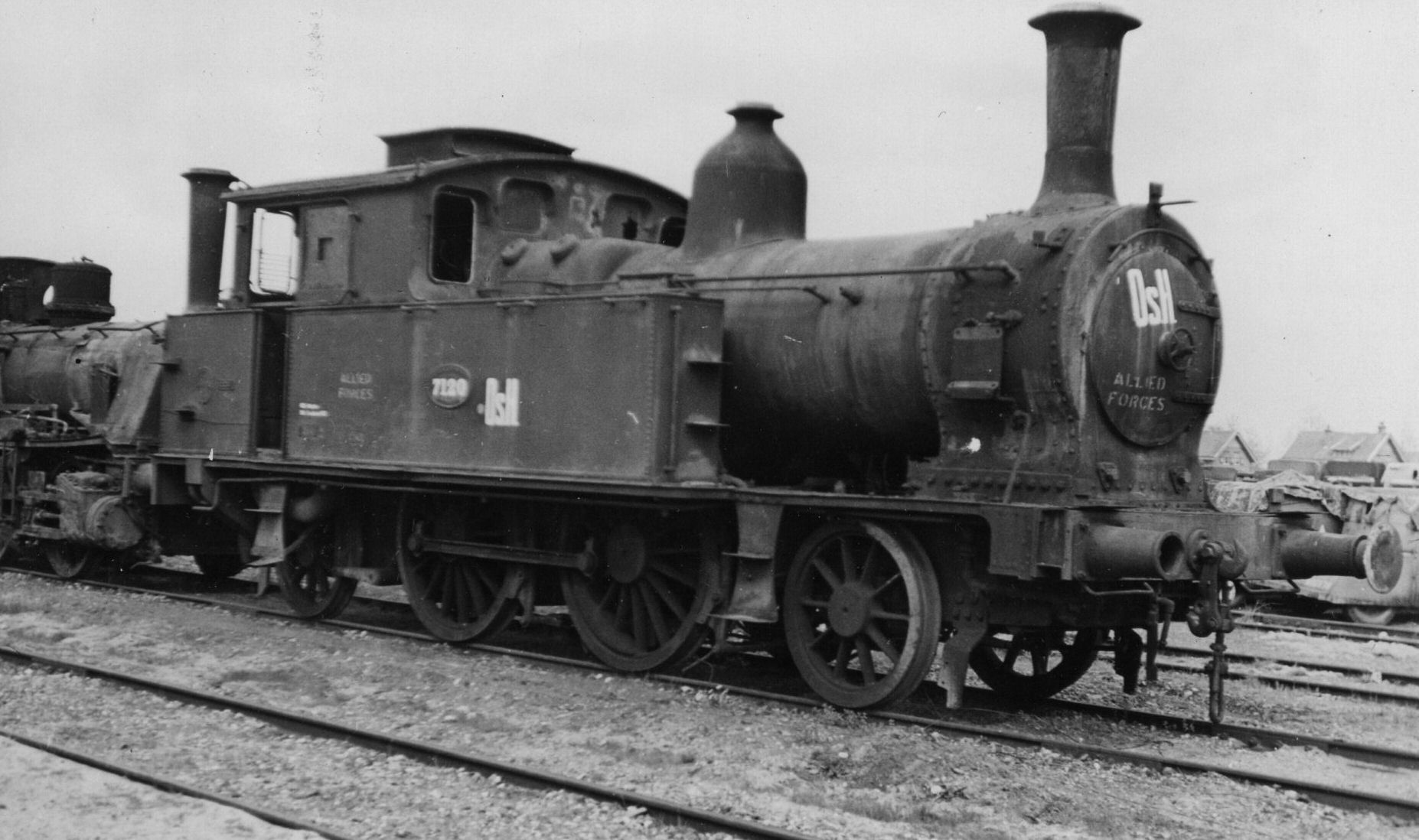
De oorlog beschadigde en buiten dienst gestelde stoomlocomotief NS 7120 te Baarle Nassau Grens.
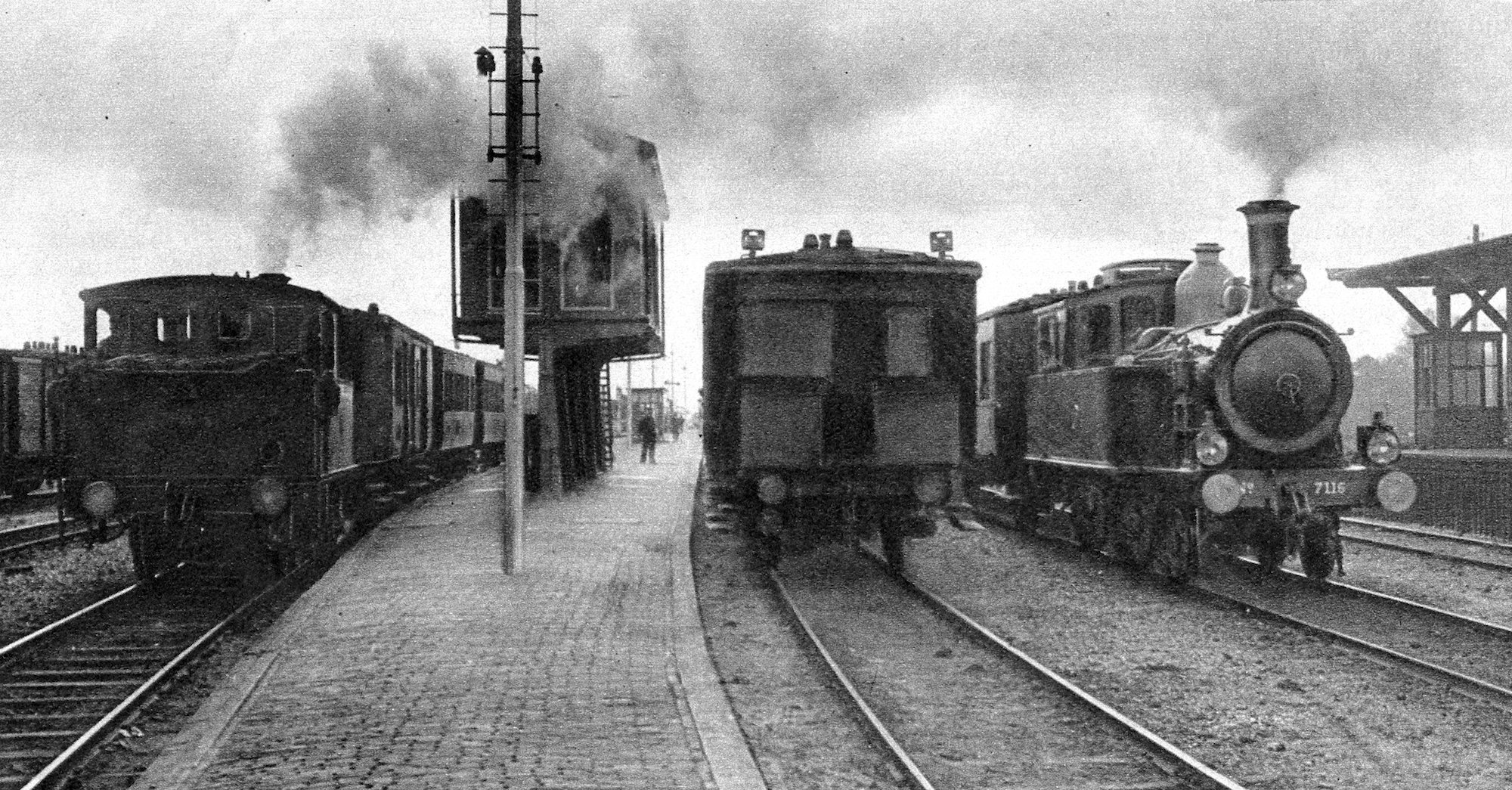
Enkele treinen langs het perron van station Uithoorn, met rechts de stoomlocomotief NS 7116.
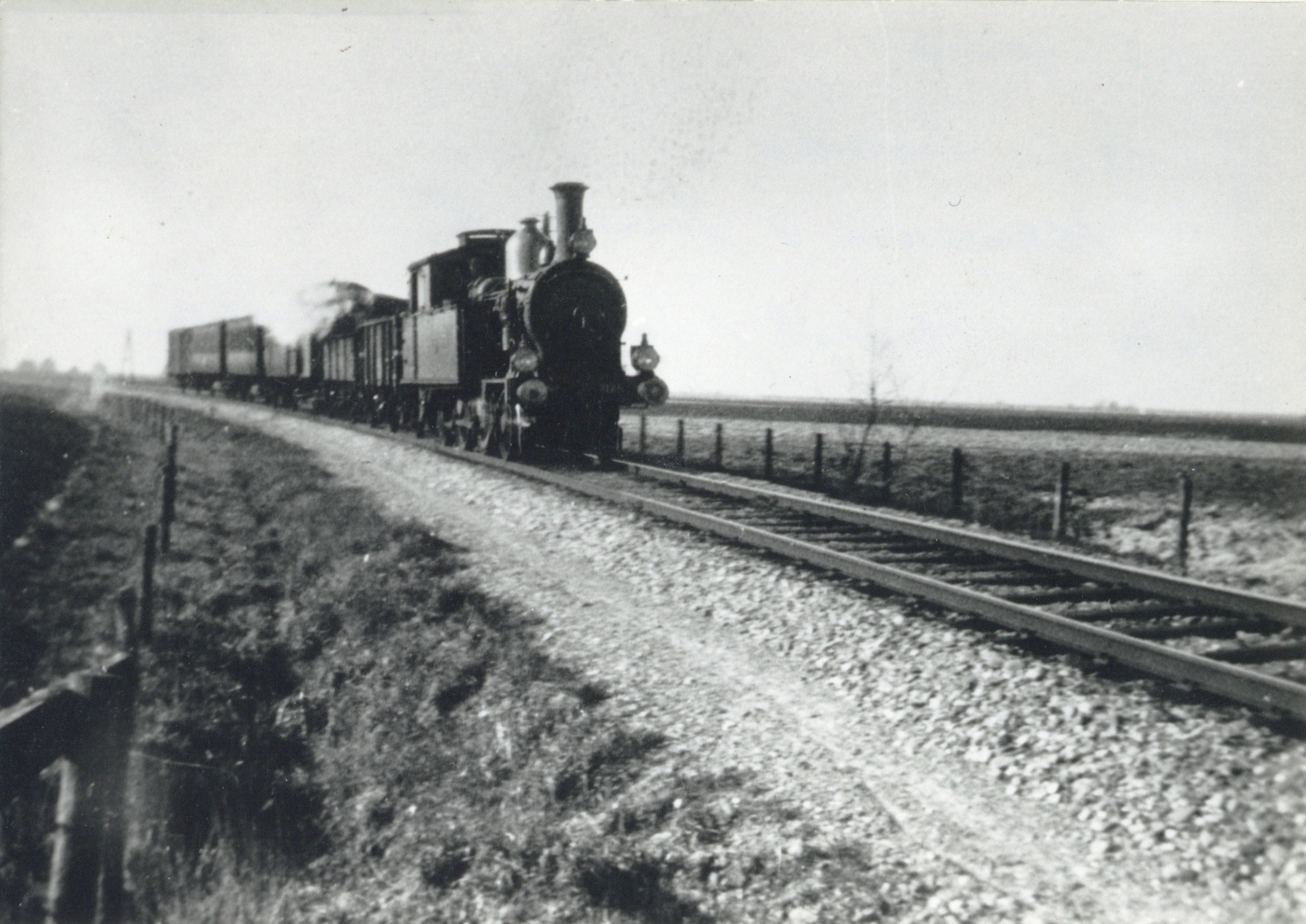
Stoomlocomotief uit de serie 7100 van de N.S. met een trein tussen Hantum en Ternaard. (26-04-1935)
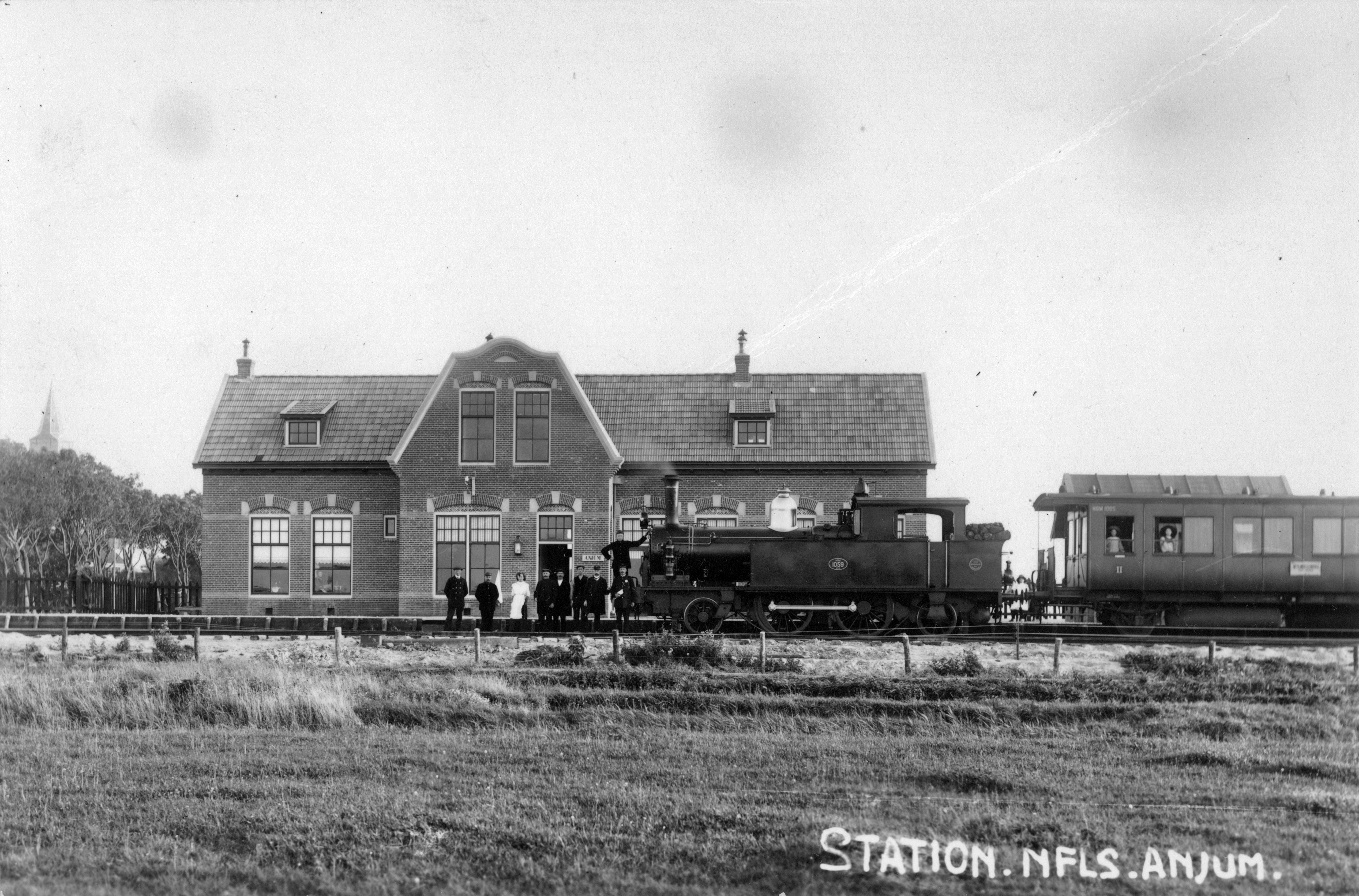
Stoomlocomotief NS 7109 (NFLS nr. 9) met een trein langs het perron van het station Anjum van de N.F.L.S. (Tussen 1913 en 1920)
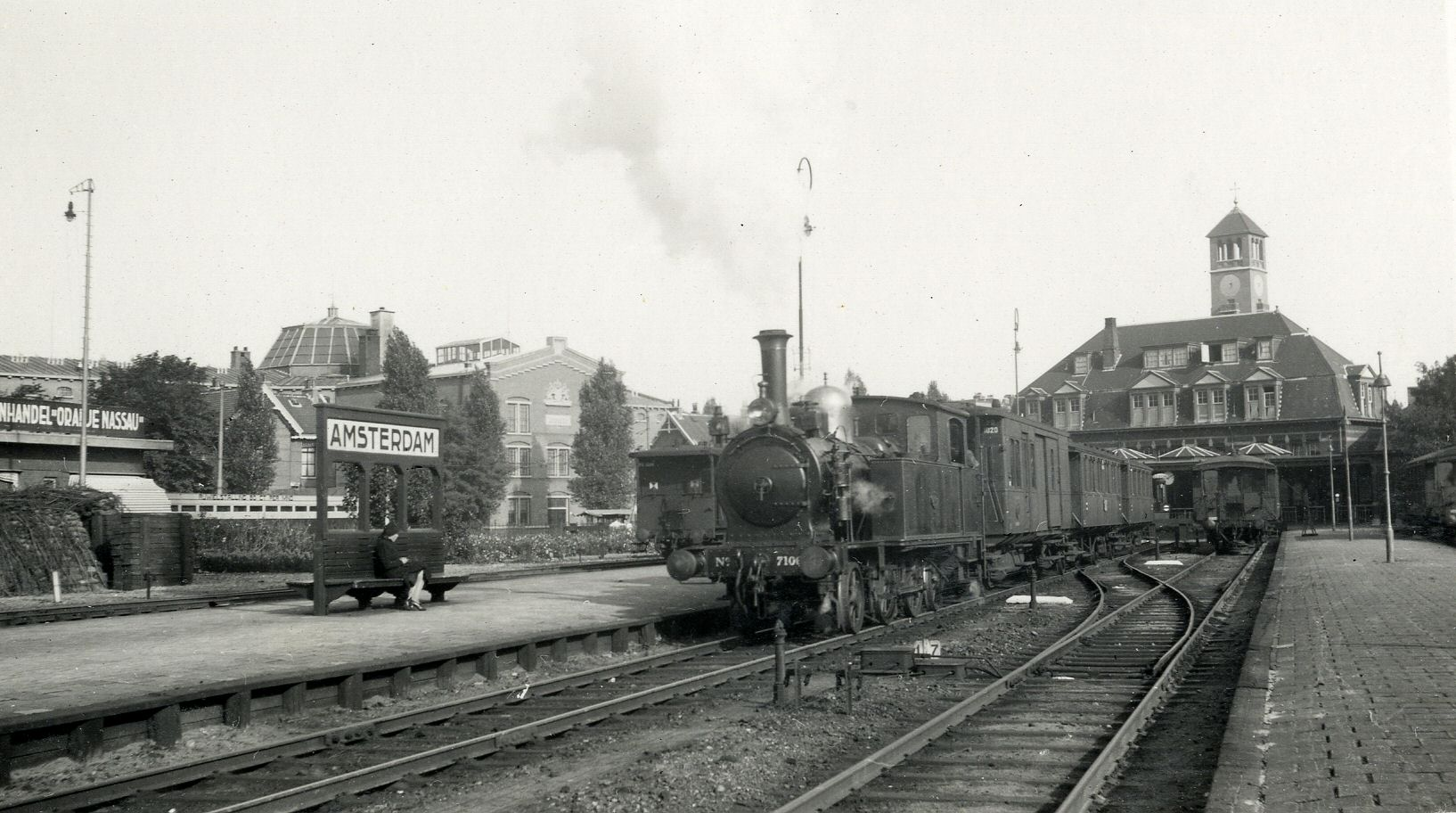
Stoomlocomotief NS 7106 met een trein langs het perron van het N.S.-station Amsterdam Haarlemmermeer. (Tussen 1925 en 1935)
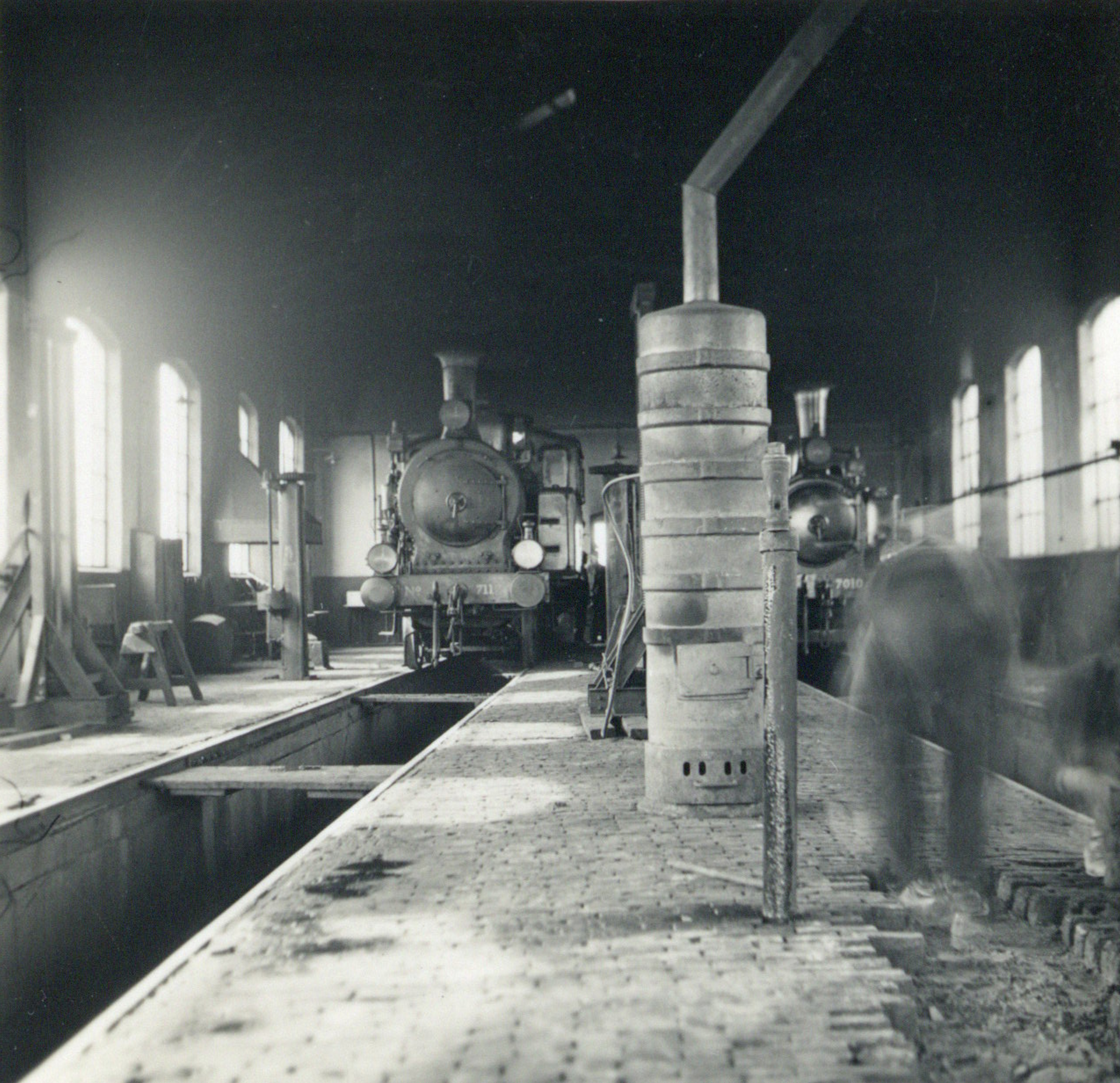
NS 7112 in Uithoorn (01-04-1940)
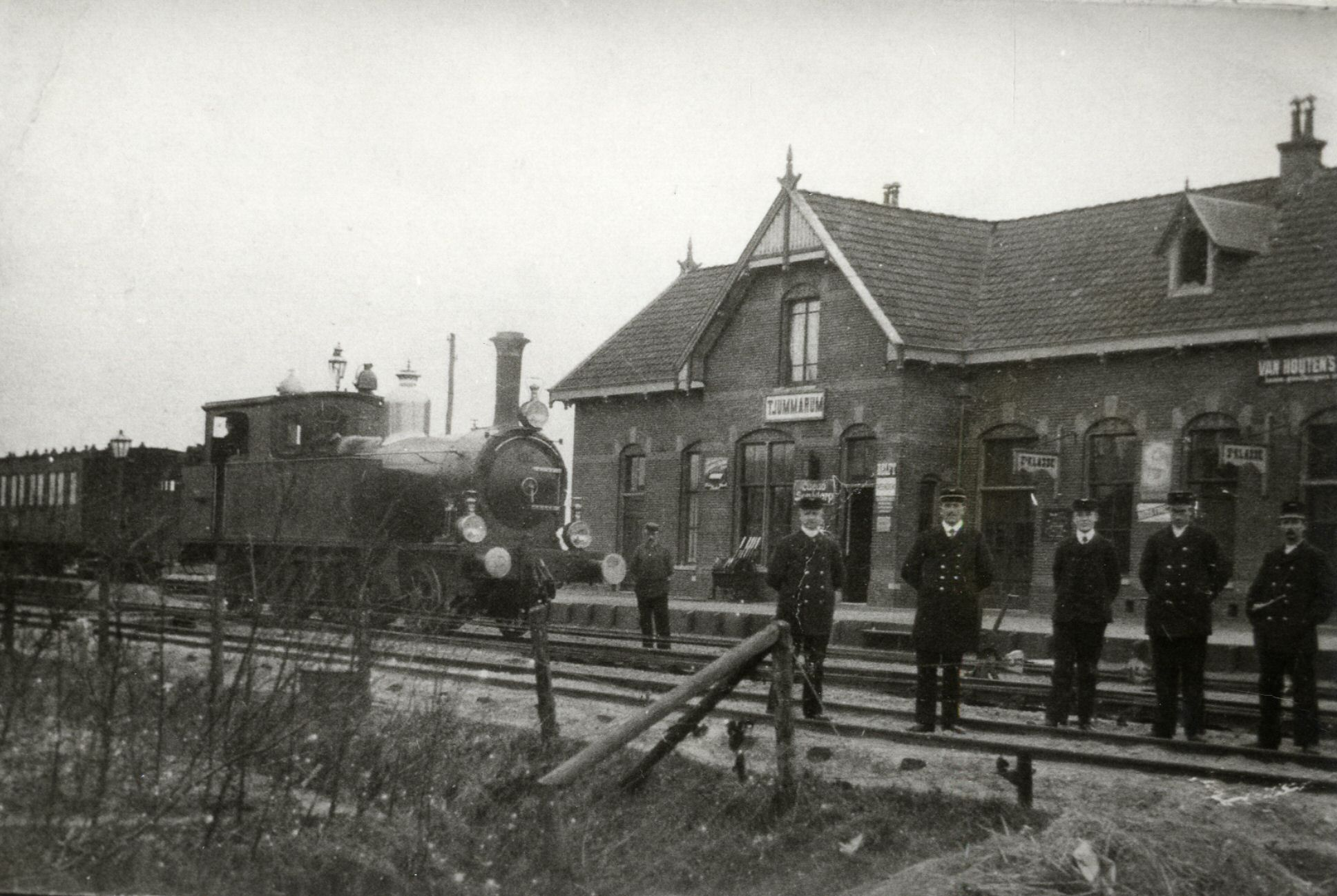
NS 7101 op het station Tjummarum, met poserend stations- en treinpersoneel. (1917 - 1922)
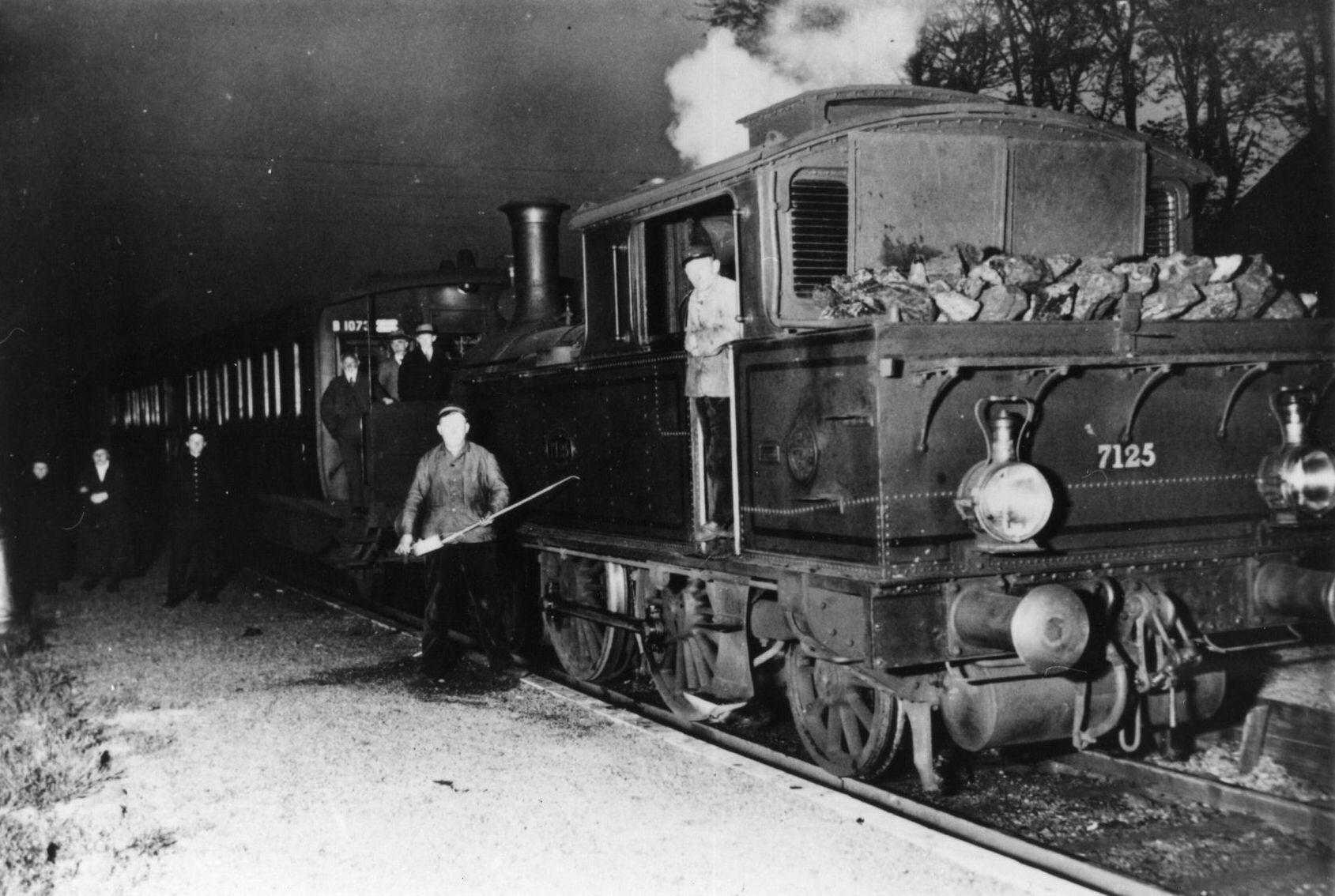
NS 7125 met de laatste reizigerstrein op het traject Tzummarum - Stiens. (14-05-1936)
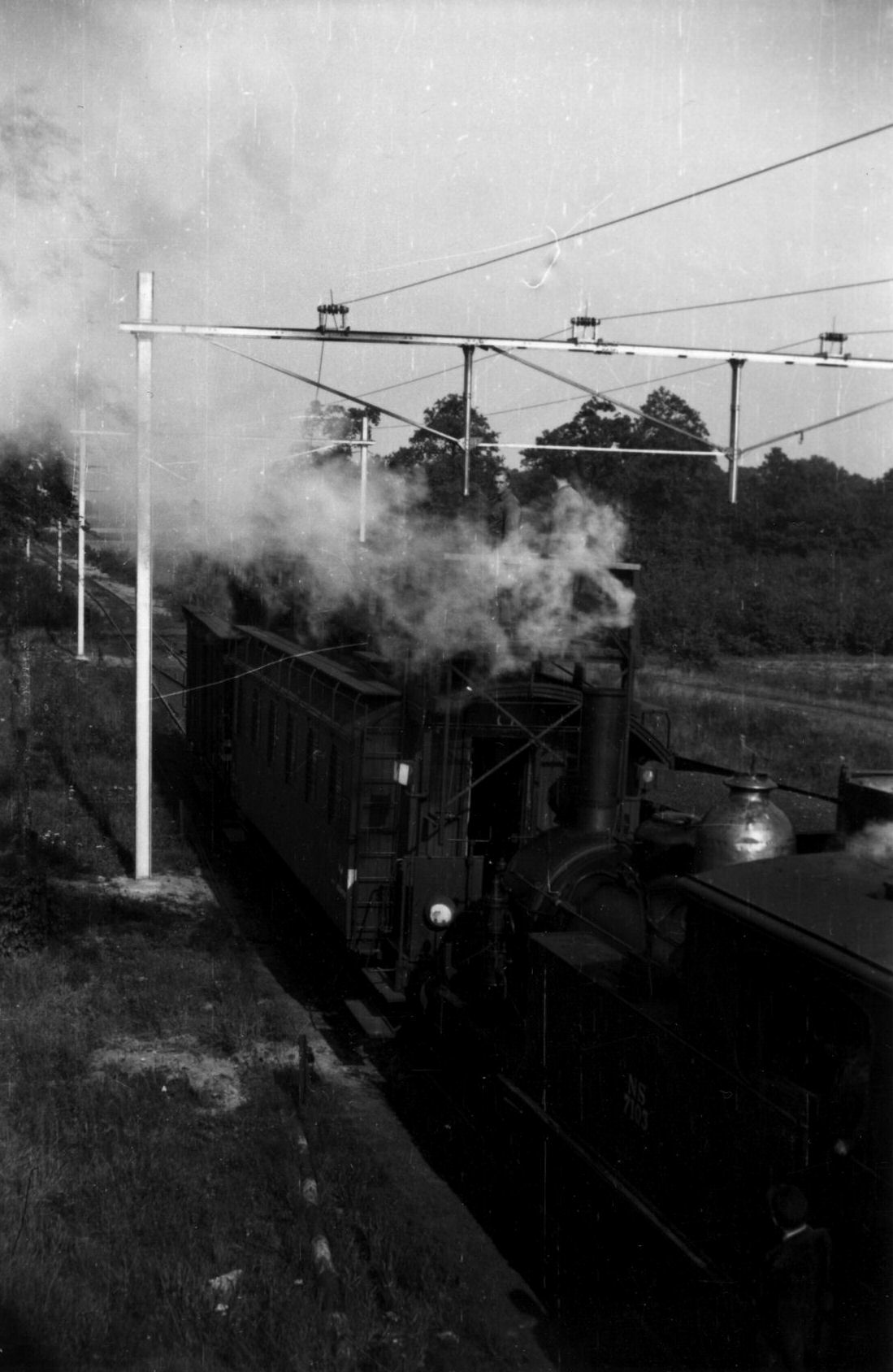
NS 7103 met een bovenleidingsmontagewagen te Susteren tijdens electrificatiewerkzaamheden. (14-05-1936)
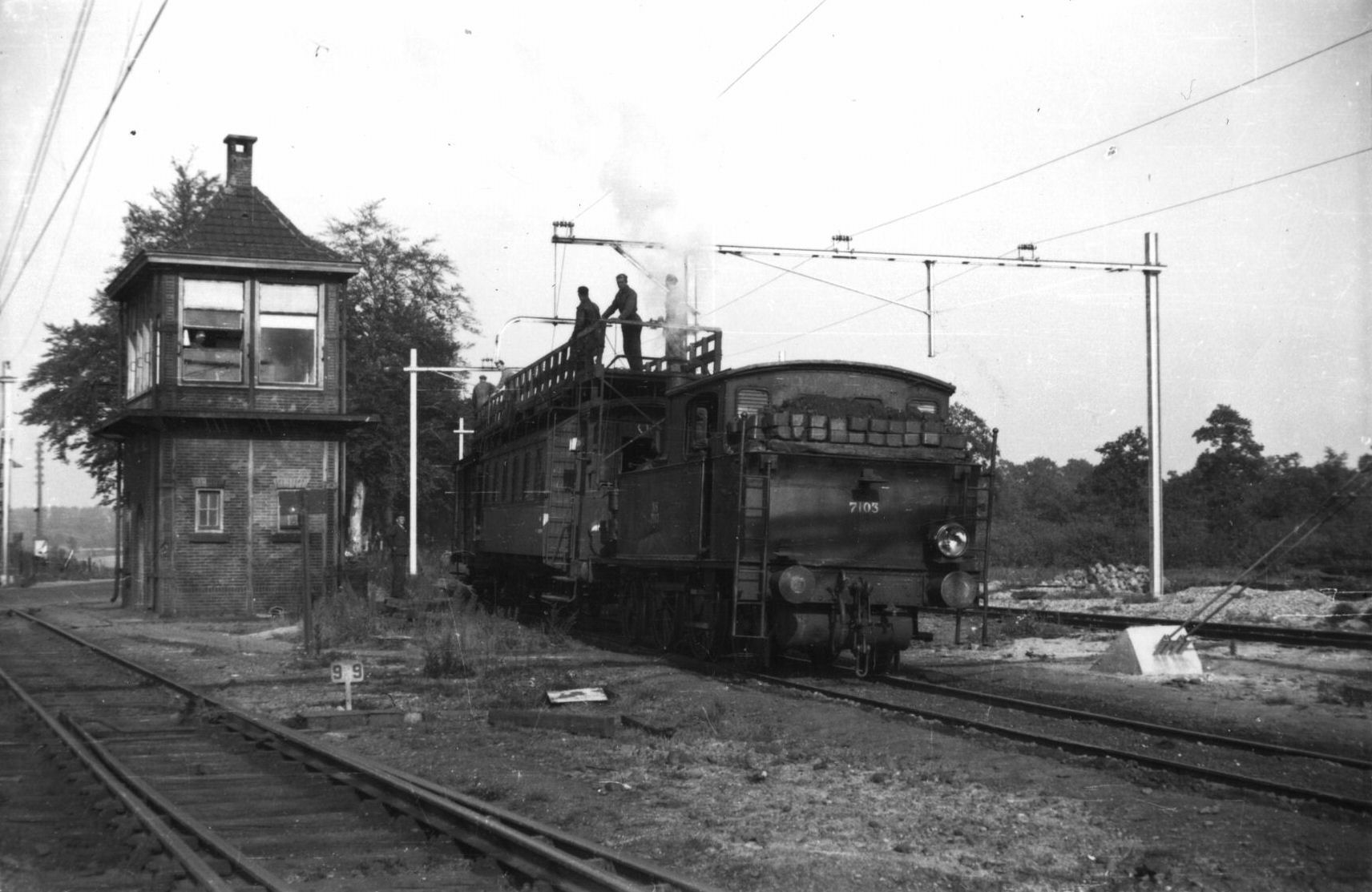
NS 7103 met een bovenleidingsmontagewagen, tijdens de electrificatie van het rangeerterrein te Susteren. (1948)
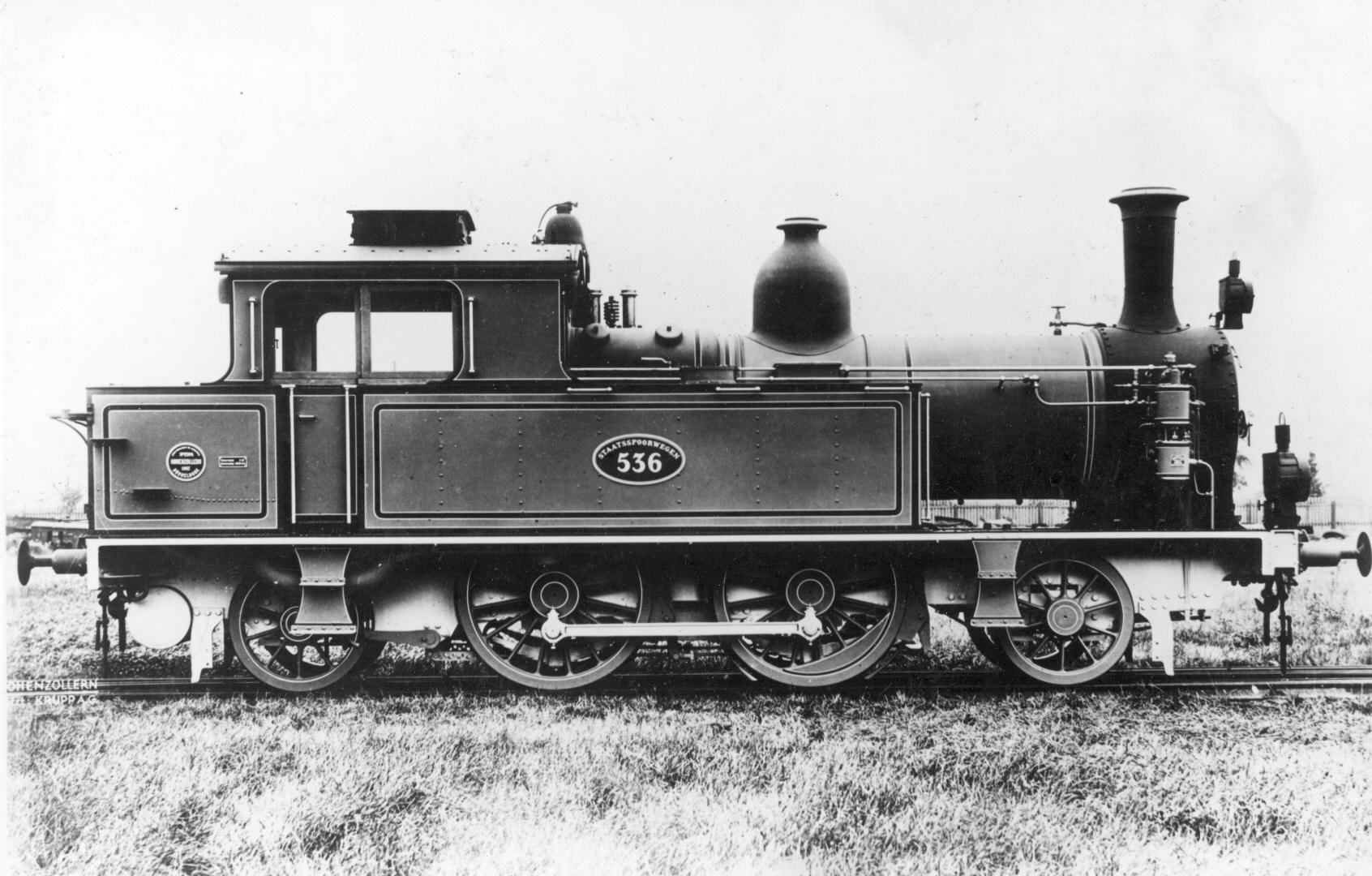
NS 7116 waarschijnlijk fabrieksnieuw. (1907)
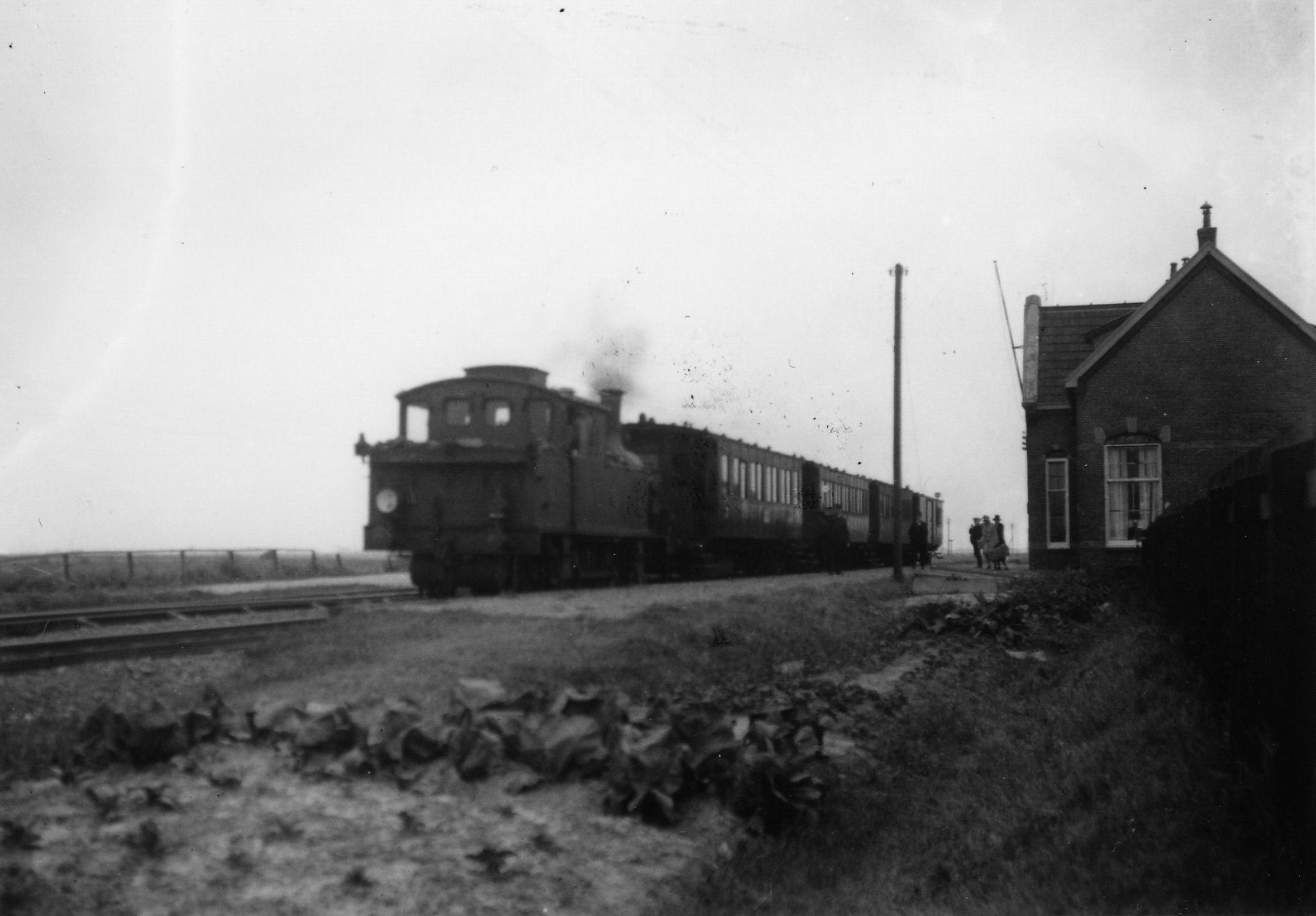
Een locomotief uit de serie Ns 7100 met een trein op station Metslawier. (1920 - 1940)